# 片山博通

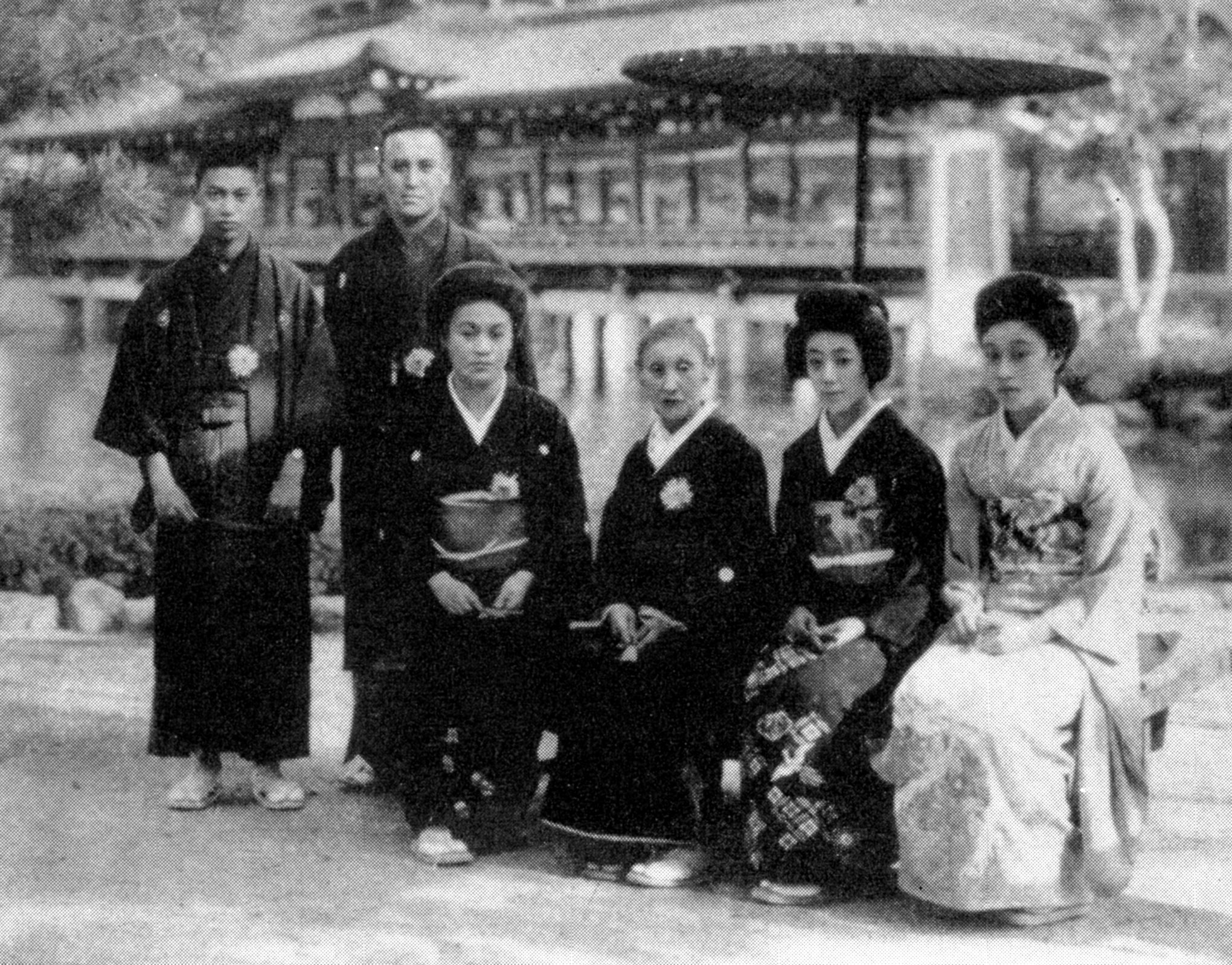
左から博通、兄・観世左近、母・光子、祖母・三世井上八千代。1927年頃（20歳前後）。

片山 博通（かたやま ひろみち、1907年（明治40年）12月22日 - 1963年（昭和38年）3月10日）は、 シテ方観世流の能楽師。観世流職分家八世当主片山九郎右衛門。

## 概説
京都生まれ。片山九郎三郎（のちの七世片山九郎右衛門）の次男。1928年（昭和3年）、雑誌『観世』の創刊に関わる。1944年（昭和19年）、家名の八世片山九郎右衛門を襲名するが、1958年（昭和33年）、博通に戻る。1963年（昭和38年）3月10日に神戸市の湊川神社で「求塚」を演能中に急性くも膜下出血で急逝。兄は二十四世観世宗家観世左近。妻は京舞井上流四世家元の井上八千代、子は観世流職分家九世当主片山九郎右衛門。

## 著書
- 『幽花亭隨筆』檜謠曲書店、1934年11月15日。doi:10.11501/1236533。
- 『愛慾煩惱』私家版、1936年7月1日。doi:10.11501/1261453。
- 『眞の花』丸岡出版社、1942年12月30日。doi:10.11501/1125578。
- 『藝道一路』檜書店〈能楽選書〉、1952年1月1日。doi:10.11501/2464377。
- 『觀世家傳來能面集』檜書店、1954年4月20日。doi:10.11501/2484475。

## 関連書誌
- 片山愛子『博通望憶』私家版、1964年3月10日。doi:10.11501/2502143。

## 脚註